# یواس‌اسناواسوتا (ای‌او-۱۰۶)
یواس‌اسناواسوتا (ای‌او-۱۰۶) (به انگلیسی: USS Navasota (AO-106)) یک کشتی بود که طول آن As built: بود. این کشتی در سال ۱۹۴۵ ساخته شد.